# Gorka Maneiro
Gorka Maneiro Labayen (San Sebastián, 11 de noviembre de 1974) es un político español. Diputado del Parlamento Vasco durante dos legislaturas, también fue portavoz de Unión Progreso y Democracia.

## Biografía
Nacido en San Sebastián en 1974, es el pequeño de cuatro hermanos. Diplomado en Ciencias Empresariales, es Técnico Especialista en Administración de Empresas y Técnico en Gestión Fiscal, además de cursar en la actualidad Ciencias Políticas a distancia. Está casado y tiene una hija.
Con 20 años colaboró durante unos meses con el proyecto del grupo pacifista Denon Artean. También fue colaborador de ¡Basta Ya!
En octubre de 2000 el domicilio de su familia sufrió un ataque con cócteles molotov en un acto de kale borroka.
Entre 2002 y 2007 fue militante del PSE-EE, pasando a formar parte después de UPyD. Formó parte de la lista de UPyD por Guipúzcoa en las elecciones generales de España de 2008, y en las elecciones al Parlamento Vasco de 2009 fue el cabeza de lista por Álava, resultando elegido diputado por dicha circunscripción. Desde noviembre de 2009 forma parte del Consejo de Dirección de UPyD. El 17 de septiembre de 2011 fue elegido como cabeza de lista, en elecciones primarias, al Senado por Álava de cara a las elecciones generales de 2011. En 2012 repitió como candidato de UPyD a lendakari, presentándose como cabeza de lista por Álava en las elecciones al Parlamento Vasco de 2012, obteniendo de nuevo acta de diputado.
Desde el 16 de enero de 2016 asumió el puesto de coordinador de la gestora del partido, tras la dimisión de Andrés Herzog, hasta la celebración del congreso extraordinario el 2 de abril, donde recibió el apoyo del 83,2% de los votos para asumir la portavocía de UPyD.
Fue candidato a la Presidencia del Gobierno en las elecciones generales de España de 2016 por la circunscripción de Madrid. La lista conseguiría 15.011 votos (el 0,44%), llegando a los 50.282 (un 0,21%) en toda España.
En enero de 2017 abandonó sus cargos orgánicos en UPyD para impulsar la Plataforma Ahora, que se presentó como "una plataforma nacional de la sociedad civil socialdemócrata, europeísta, laica, regeneradora y antinacionalista" y que contó con el apoyo inicial del filósofo Fernando Savater, de los fundadores de Ciudadanos José Vicente Rodríguez Mora y Félix Ovejero, y de la eurodiputada Carolina Punset.
Se presentó a las elecciones al Parlamento Europeo de 2024 por las listas de Izquierda Española.